# تصلب الأصابع
تصلب الأصابع (بالإنجليزية: Sclerodactyly)‏هو حالة جلدية تتميز بسماكة وضيق الجلد الموضعي لأصابع اليد أو القدم. غالبًا ما يؤدي تصلب الأصابع إلى تقرح جلدي في الإصبع ويرافقه عادة ضمور الأنسجة الرخوة الكامنة. بالإضافة إلى ذلك، فقد يُصاحبه في بعض الأحيان تصلب الجلد ومرض الأنسجة الضامة المختلطة، واضطرابات المناعة الذاتية.
تصلب الأصابع هو أحد مكونات متلازمة كرست (كرست (CREST)هو علامة اختصار يرمز إلى التكلس، وظاهرة رينو، واضراب حركية المريء، وتوسع الشعريات). 